# Welinkbos
Het Welinkbos is een wandelpark, hertenkamp, volière en TOP gelegen aan de noordoostelijke rand van Dinxperlo in Nederland.

## Geschiedenis
Onbekend is de leeftijd van het wandelpark. Een vroege vermelding ervan stamt uit 1890. In het kader van de werkverschaffing werd in 1934 de vijver met fonteinen in het bos aangelegd. Uit deze periode zal hoogstwaarschijnlijk ook het hertenkamp stammen. In maart 1934 werd na een inzameling voor het benodigde geld de volière geplaatst om daarmee de "aantrekkelijkheid te verhogen". Daarnaast bevond zich toentertijd een muziekkoepel in het park. 
In 1972 werd naast het wandelpark de nieuwe algemene begraafplaats aangelegd. Deze staat inmiddels via een brug in verbinding met het park. In 2017 heeft de vijver een nieuwe beschoeiing gekregen. 
Het park is in eigendom van de gemeente Aalten en wordt onderhouden door vrijwilligers.